# Beth Phoenix
Elizabeth Kocanski Carolan (24 de novembre de 1980), és una lluitadora professional estatunidenca que treballa a la World Wrestling Entertainment, a la seva marca SmackDown, sota el nom de Beth Phoenix.
Entre els seus triomfs destaca haver sigut tres vegades Campiona Femenina de la WWE i ser la segona dona, després de Chyna en participar en un Royal Rumble.

## Carrera

### World Wrestling Entertainment

#### Ohio Valley Wrestling (2004 - 2006)
Beth debutà a l'Ohio Valley Wrestling el 16 de juliol de 2004, interpretant el paper de la parella de Chris Masters, per un curt període. Més endavant va començar un enfrontament amb Shelly Martínez que no va durar gaire, ja que va deixar d'apareixer a la OVW per a debutar a la WWE, en la marca Raw
Però va tornar a la OVW el 16 d'agost de 2006 en un "Number One Contender's Match", contra Serena, a la que va vèncer després d'una distracció de Charles Evans.
El 4 d'octubre de 2006, va capturar el Campionat Femeni de la OVW, derrotant a Serena. L'1 de novembre va perdre el títol contra Katie Lea Burchill.
La seva última aparició en la OVW va ser en un combat enfront a Katie Lea.

#### 2006-2007
Va debutar el 8 de maig de 2006 a Raw com a face, atacant a Mickie James, després que aquesta última ataqués a Trish Stratus, que estaba lesionada. Es va convertir en la protectora de Trish Stratus per un curt període, ja que el 5 de juny de 2005 va patir una fractura a la mandíbula durant un combat contra Victoria.
Va retornar als rings el 9 de juliol de 2007 com a heel, començant a fer equip amb Jillian Hall. En el SummerSlam va guanyar una Interpromotional Divas Battle Royal, que li va donar l'oportunitat de lluitar pel campionat femení; enfrontant-se a Candice Michelle, en aquell moment la campiona, el combat va tenir lloc en el PPV Unforgiven, on no va aconseguir guanyar el campionat.
En el No Mercy 2007 es torna a enfrontar novament amb Candice Michelle en una lluita titular on va aconseguir guanyar el seu primer Campionat Femeni de la WWE; el qual va retenir la nit següent a la revenja, lesionant a Candice Michelle.
En el PPV Survivor Series 2007 en Team Phoenix (Beth Phoenix, Melina, Jillian Hall, Layla & Victoria) va sortir derrotat pel Team James (Mickie James, Torrie Wilson, Kelly Kelly, Maria & Michelle McCool), començant un enfrontament amb Mickie James que va culminar en un combat titular a Armageddon on va retenir el seu campionat.

#### 2010
Va participar en el Royal Rumble amb l'entrada número 6; va aconseguir eliminar a The Great Khali, però després fou eliminada per CM Punk.
El 12 de març va salvar a Tiffany d'un atac de Michelle McCool, Layla i Vickie Guerrero, tornant-se face. Llavors va començar un enfrontament amb aquestes últimes; a Wrestlemania 26 va fer equip amb Mickie James, Kelly Kelly, Eve Torres & Gail Kim, pero foren derrotades per l'equip de Maryse, Alicia Fox Vickie Guerrero, Michelle McCool & Layla.
En Extreme Rules va derrotar a Michelle McCool capturant per tercera vegada el Campionat Femeni de la WWE. Però el va perdre l'11 de maig contra Layla; en dita lluita va patir una lesió al genoll esquerre, pel que es va sotmetre a una operació que la va mantenir inactiva un temps.